# Nassauer Bote
Der Nassauer Bote war eine 1870 gegründete deutschsprachige Tageszeitung, die bis zu ihrer Übernahme durch die Limburger Neue Presse im Jahr 1963 im Gebiet des Nassauer Landes um Limburg an der Lahn erschien. Das Verbreitungsgebiet erstreckte sich über die ehemaligen Landkreise Limburg, Unterlahn und einen Teil des ehemaligen Unterwesterwaldkreises.
Das Blatt war geprägt vom politischen Katholizismus und eng an das Bistum Limburg gebunden. Seine Gründung geht auf Ernst Franz August Münzenberger, den Regens des Priesterseminars in Limburg. Dieser erwarb 1870 den in Hadamar erscheinenden und wirtschaftlich erfolglosen Westerwald Boten mitsamt dessen Druckmaschinen und verlegte den Erscheinungsort nach Limburg. Vom 1. April 1870 an erschien die Zeitung unter dem Titel Nassauer Bote. Als Verlag wurde die Limburger Vereinsdruckerei von einem Konsortium exponierter Figuren des politischen Katholizismus gegründet, darunter Peter Paul Cahensly und einer der Grafen von Walderdorff. Um 1900 herum hatte der Nassauer Bote rund 4200 Abonnenten.
Ab 1936 wurde der Nassauer Bote  im Zuge der Gleichschaltung der Presse in der Zeit des Nationalsozialismus von der Limburger Vereinsdruckerei an die Berliner Phönix-Zeitungs-GmbH abgetreten. Am 1. Oktober 1949 durfte wieder der alte Verlag den Nassauer Boten herausgeben, nunmehr unter Konkurrenz der von der  Frankfurter Societätsdruckerei herausgegebenen Limburger Neue Presse.
Am 1. Juli 1963 fusionierten Nassauer Bote und Limburger Neue Presse unter dem gemeinsamen Titel Nassauische Landeszeitung.